# Dorstenia erythrantha
Dorstenia erythrantha là một loài thực vật có hoa trong họ Moraceae. Loài này được Griseb. mô tả khoa học đầu tiên năm 1866.